# Leofant
Leofant (en grec antic Λέοφαντος) va ser un savi i un filòsof de l'antiga Grècia.
Diògenes Laerci, a la seva obra Vides i opinions de filòsofs eminents, fa referència a una llista de disset erudits grecs feta per Hermip d'Esmirna a Βίοι τῶν Φιλοσόφων (Vides dels filòsofs), una obra perduda, on inclou el nom de Leofant. A més, també diu que en una altra llista feta per Leandri, Leofant, fill de Gorsiades, era considerat un dels set savis de Grècia, i que havia nascut a Lebedos o a Efes. No hi ha cap més testimoni sobre Leofant.